# جون برجر
جون بيرغر (بالإنجليزية: John Peter Berger )‏ (و. 1926 – 2017 م) هو كاتب سيناريو، ومؤرخ الفن، وكاتب، ورسام وروائي، وصحفي وشاعر، وناقد فني ومؤلف، كان أحد أبرز النقاد المعاصرين، وأكثر كُتّاب جيله تأثيرًا، من المملكة المتحدة، توفي عن عمر يناهز 91 عاماً.

## التعليم
تعلم في كلية تشيلسي للفنون والتصميم ‏، والمدرسة المركزية للفنون والتصميم ‏.

## الخدمة العسكرية
خدم في الجيش البريطاني.

## جوائز
حصل على جوائز منها:
- الجائزة التذكارية لجيمس تايت بلاك [الإنجليزية]‏
- جائزة بوكر الأدبية.

## مؤلفاته المترجمة إلى اللغة العربية
1. وجهات في النظر
2. بيكاسو: نجاحاته وإخفاقه
3. من عايدة إلى كزافييه.[10]

## وصلات خارجية
- جون برجر على موقع IMDb (الإنجليزية)
- جون برجر على موقع الموسوعة البريطانية (الإنجليزية)
- جون برجر على موقع مونزينجر (الألمانية)
- جون برجر على موقع إن إن دي بي (الإنجليزية)
- جون برجر على موقع ديسكوغز (الإنجليزية)
- جون برجر على موقع قاعدة بيانات الفيلم (الإنجليزية)